# Boleslav Dzik
Boleslav Dzik (1939 – 29. července 2016 Havířov) byl český fotbalista.

## Vzdělání
V roce 1959 úspěšně absolvoval studium Učitelství všeobecně vzdělávacích předmětů (kombinace/zaměření: ruština, tělesná výchova) na Pedagogické fakultě Masarykovy univerzity v Brně, roku 1979 absolvoval studium (občanská nauka, tělesná výchova) na Přírodovědecké fakultě Univerzity Palackého v Olomouci. Byl mu udělen akademický titul magistr.

## Hráčská kariéra
Hrál za Třinecké železárny.